# Avex Trax
Avex Trax (エイベックス トラックス, Eibekkusu Torakkusu), stylisé avex trax, est un label discographique et la division musicale du groupe commercial japonais Avex Group (Avex = Audio Visual EXpert). Le siège du label se situe à Minato, Tokyo.

## Histoire
Lancé en septembre 1990, Avex Trax devient rapidement un des labels japonais les plus importants durant les années 1990 grâce au succès de la dance et à l'influence de son président Masato Matsuura et de son principal producteur Tetsuya Komuro, dont la compagnie paie en 2008 la caution de libération à la suite de son incarcération pour escroquerie. Bien que particulièrement touchée par la crise du disque et le passage de mode de la dance, avex continue à produire des chanteurs de J-pop. 
Avex Trax produit aussi des bandes originales de séries anime et de jeux vidéo. En 2014, le label signe un nouveau duo du nom de Future Boyz.

## A-nation
Le A-nation est un festival qui s'organise chaque été, et est produit par Avex. Il y a plusieurs concerts faisant le tour du Japon, ayant lieu plusieurs week-end d'août. Dans ce concert sont invités des artistes d'Avex ayant du succès. Au début du concert apparaissent les nouvelles stars d'Avex pour les faire connaître du public. Ayant commencé en 2002, il continue, depuis, d'avoir lieu chaque été. Parmi les artistes présents régulièrement se trouvent notamment Ayumi Hamasaki, AAA, Ai Ōtsuka, BoA, Hitomi, TRF, Every Little Thing, Big Bang et TVXQ.

## Artistes et groupes
Les artistes et groupes japonais du label incluent notamment AAA, Aina the End, Ai Ōtsuka, Namie Amuro, Do As Infinity, Every Little Thing, Gackt, Wagakki Band, Girl Next Door, Ayumi Hamasaki, Mai Ōshima ; les artistes et groupes nationaux incluent notamment BoA, Boris, TVXQ, After School, Super Junior, O-Zone, U-Kiss, NCT , F(x), Big Bang, Exo, et Blackpink.

## Sous-labels
Avex Trax gère plusieurs sous-labels tels que Avex Tune (label de DA PUMP, m.o.v.e…), rhythm zone (label de M-Flo, Exile…) et Sonic Groove (label de MAX et Hinoi Team…). AVEX a aussi fondé, en 2011, en partenariat avec la grande agence Coréenne YG Entertainment le sous-label YGEX.